# Fursac
Fursac ist eine französische Gemeinde mit 1.433 Einwohnern (Stand 1. Januar 2022) in der Region Nouvelle-Aquitaine, im Département Creuse, im Arrondissement Guéret und im Kanton Le Grand-Bourg. Sie entstand als Commune nouvelle durch ein Dekret vom 29. September 2016, dass die bisherigen Gemeinden Saint-Étienne-de-Fursac und Saint-Pierre-de-Fursac am 1. Januar 2017 fusionierte. Erstere ist seither der Hauptort (Chef-lieu). Beide sind heute Communes déléguées. 

## Gemeindegliederung
| Ortsteil                                    | ehemaliger INSEE-Code | Fläche (km²) | Höhenlage (m) | Einwohnerzahl (2018) |
| ------------------------------------------- | --------------------- | ------------ | ------------- | -------------------- |
| Saint-Étienne-de-Fursac (Verwaltungssitz)00 | 23192                 | 31,70        | 316–470       | 740                  |
| Saint-Pierre-de-Fursac                      | 23231                 | 27,33        | 315–431       | 748                  |

## Geographie
Das Gemeindegebiet wird zentral vom Fluss Gartempe durchquert, im Norden verläuft die Semme.
Fursac grenzt im Nordwesten an Saint-Maurice-la-Souterraine, im Norden an La Souterraine und Saint-Priest-la-Feuille, im Nordosten an Chamborand, im Osten an Le Grand-Bourg, im Südosten an Marsac, im Süden an Arrènes, im Südwesten an Laurière sowie im Westen an Folles und Fromental.

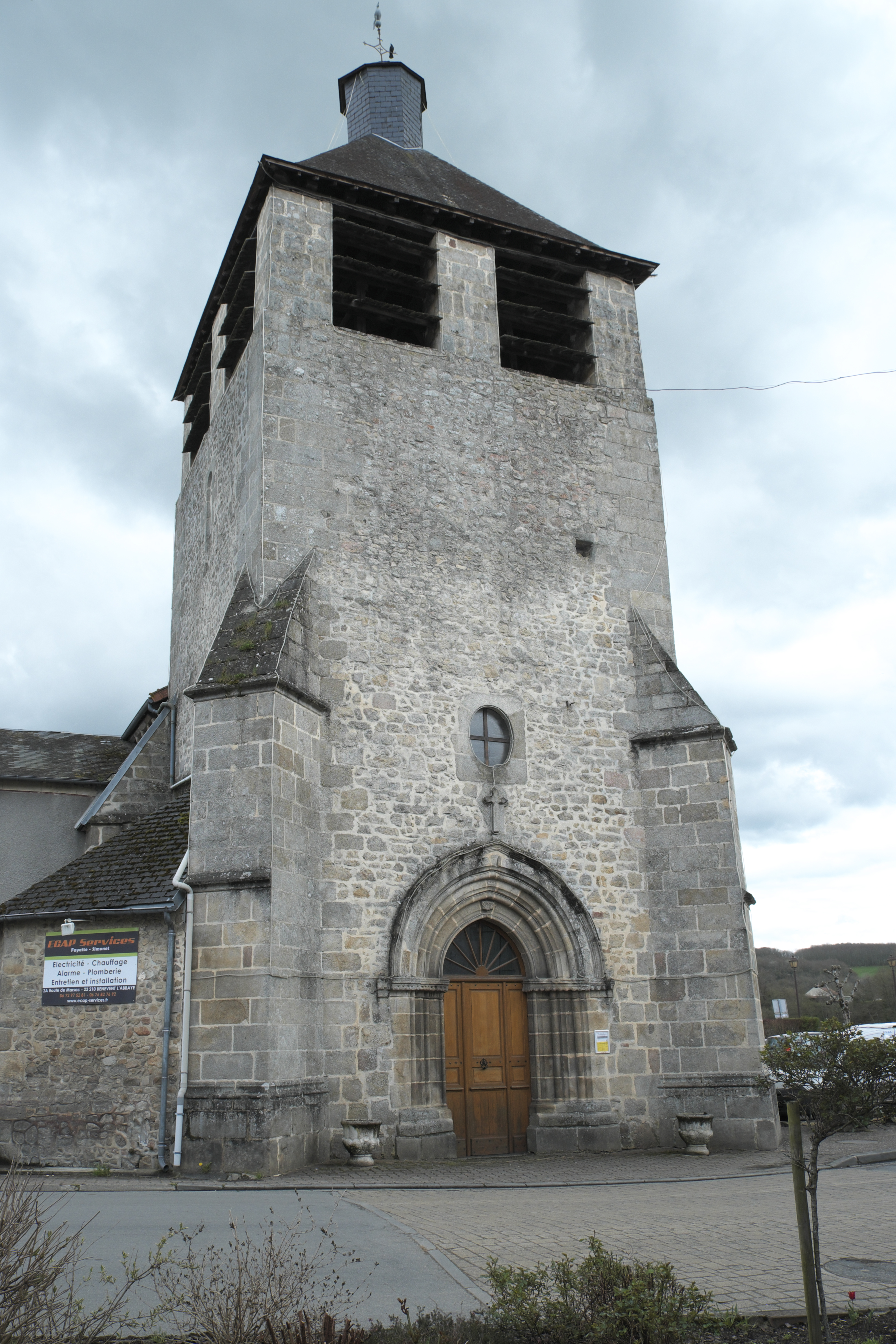
Kirche Saint-Étienne